# Paulatem
Paulatem és un nucli del municipi de Zwalm a la província Flandes Oriental a la regió Flamenca de Bèlgica. El 2001 tenia 140 habitants. Fins a la fusió del 1971 amb Zwalm era el municipi amb el menys d'habitants de la província. Està regat pel Munkbosbeek, un afluent de l'Escalda.

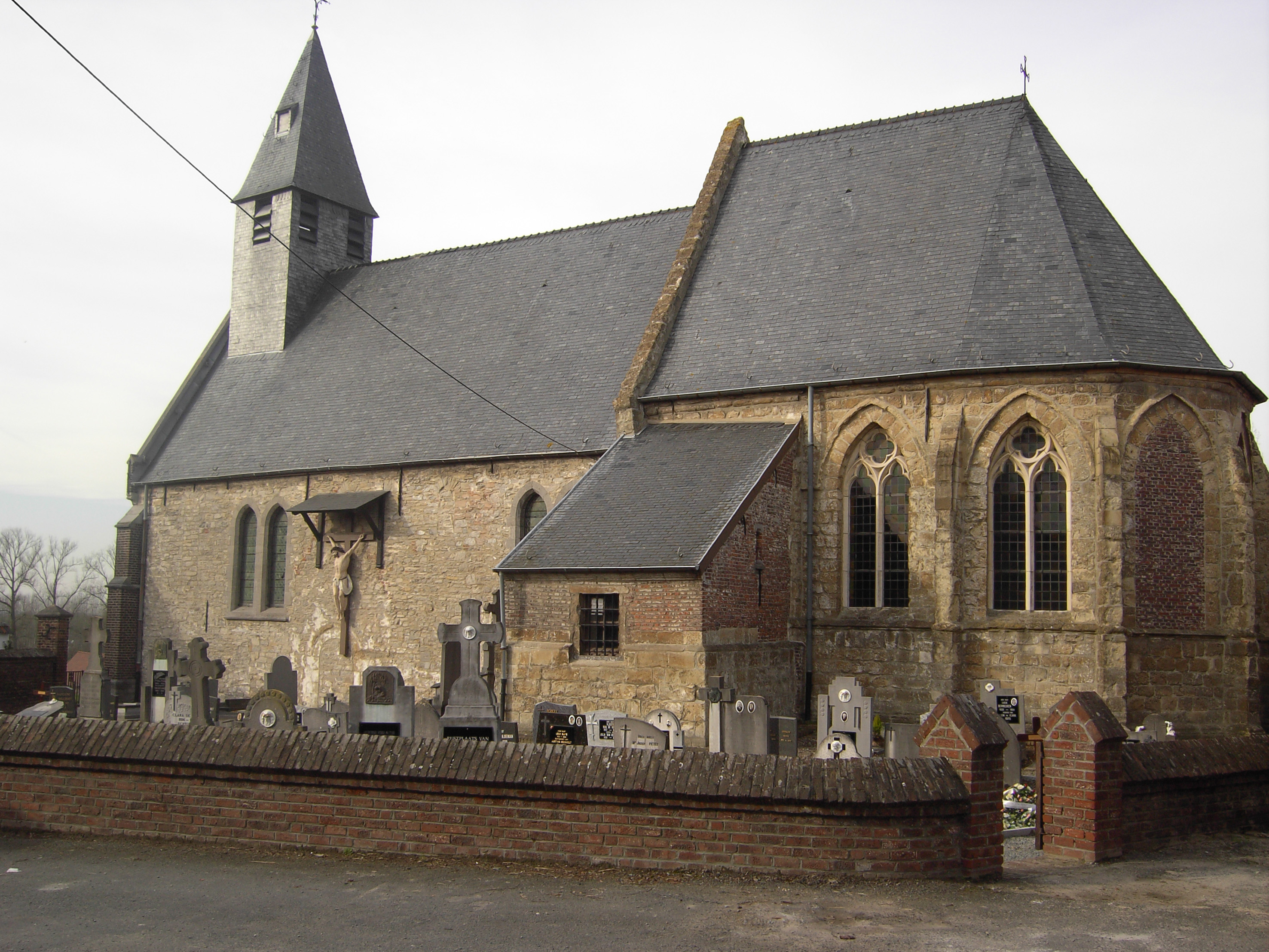
Església de Paulatem

## Història
El primer esment Lathim data del 998. El poble formava part de la baronia de Gavere, que sota el regne de Carles V va esdevenir un principat a la castellania del país d'Aalst. Fins a la fi de l'antic règim la parròquia depenia del patronat de Kamerijk el delme esqueia a l'abadia de Sant Bavó de Gant. Actualment, el poble compta amb 4 masos i una empresa d'horticultura, sense cap serveis de proximitat.

## Llocs d'interès
- L'únic monument del poble és l'església Sant Gangolf. Les parts més antics daten del segle xii, però de l'església original en estil romànic només romanen els murs laterals de la nau central. Un primer exemple s'ha construït al segle xiii. El cor gòtic, més alt que la construcció original, data de la fi del segle xiv i de l'inici del segle xv. Durant una restauració als anys 1892-93, l'arquitecte gantenc, Joseph François Piscador va afegir una nova façana occidental. Des del 1936 és un monument llistat.
- La reserva natural a l'entorn del Munkbosbeek Natuurpunt Zwalmvallei